# Defense Intelligence Agency
Die Defense Intelligence Agency (DIA, deutsch Verteidigungsnachrichtendienst) ist ein militärischer Nachrichtendienst der Vereinigten Staaten, der als Dachorganisation der Nachrichtendienste der fünf Teilstreitkräfte Army, Navy, Air Force, United States Coast Guard und Marine Corps dient.

## Auftrag
- Die DIA stellt alle Militärattachés und deren Stäbe an Botschaften und Konsulaten der Vereinigten Staaten.[2] Rund die Hälfte aller Mitarbeiter sind an Verbindungsstellen im Ausland tätig.
- Das Sammeln, Analysieren und Weiterleiten von Erkenntnissen der Nachrichtendienste der vier Teilstreitkräfte für das US-Verteidigungsministerium:
  - Army Intelligence (AI), Heeresnachrichtendienst
  - Marine Corps Intelligence Activity (MCIA), Nachrichtendienst des United States Marine Corps
  - Office of Naval Intelligence (ONI), Marinenachrichtendienst
  - Air Force Intelligence, Surveillance and Reconnaissance Agency (ISR), Luftwaffennachrichtendienst
- Die Überwachung von Massenvernichtungswaffen, Terrorismus und Organisierter Kriminalität.
- National Center for Medical Intelligence (NCMI): medizinische Nachrichtendienst
- Der Defense Clandestine Service der DIA ist der operative Arm des Dienstes. Seine rund 500 Agenten sind undercover aktiv und betreuen verdeckte Quellen in aller Welt.
- Die DIA ist zuständig für die Koordination aller MASINT-Programme der Vereinigten Staaten.
- Alle Spionageabwehr- und Geheimschutz-Aktivitäten des Verteidigungsministeriums liegen bei der DIA.

## Organisation
Die 1961 von Robert McNamara durch die Directive 5105.21 aufgestellte DIA sammelt und analysiert die von den Geheimdiensten der Teilstreitkräfte beschafften Informationen und gibt die daraus gewonnenen Erkenntnisse an die zuständigen Entscheidungsträger in Pentagon und US-Regierung sowie an die Einsatztruppen weiter. Seit 1965 ist der Defense Attaché Service der DIA unterstellt.
Hauptsitz ist das Zentrum für nachrichtendienstliche Auswertung auf dem ehem. Luftwaffenstützpunkt Bolling Air Force Base (heute Teil der Joint Base Anacostia-Bolling) in Washington, D.C. Daneben gibt es weitere Standorte sowie den Militärattachés angegliederte Posten in den Botschaften der Vereinigten Staaten.

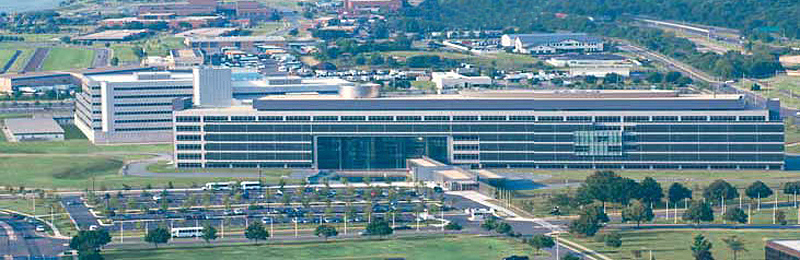
Hauptsitz der DIA auf der Joint Base Anacostia-Bolling in Washington, D.C.

Die DIA besteht im Wesentlichen aus vier Hauptabteilungen (Directorates):
- Directorate for Analysis
- Directorate for Operations
- Directorate for Science & Technology
- Directorate for Mission Services

und fünf Auswertungszentren (Intelligence Centers) mit je geografischem, in einem Fall thematischem Schwerpunkt:
- Americas Center
- Asia/Pacific Center
- Defense Combating Terrorism Center
- Europe/Eurasia Center
- Middle East/Africa Center

Außerdem befindet sich auf dem Gelände der DIA noch die National Intelligence University, für die jedoch ein Umzug nach Bethesda in Maryland geplant ist.

## Kommunikation
Wie alle Mitglieder der United States Intelligence Community ist die DIA in das Intelink-Netzwerk eingebunden. Zur Kommunikation mit internationalen Partnern betreibt die DIA auch eigene Netzwerke, beispielsweise Stoneghost zur Kommunikation mit Commonwealth-Ländern.

## Geschichte
In der Öffentlichkeit bekannt wurde dieser Geheimdienst durch das weltweite Publizieren des von ihm abgehörten Funkverkehrs zwischen sowjetischen Abfangjägern während des Abschusses einer Boeing 747 des Korean-Airlines-Flug 007 am 1. September 1983. 1993 wurde die DIA in Jugoslawien aktiv.
Seit 1978 regelt der Foreign Intelligence Surveillance Act infolge der Ermittlungen des Church Committees die parlamentarische Kontrolle der DIA durch das Senate Select Committee on Intelligence (SSCI) des US-Senats bzw. das United States House Permanent Select Committee on Intelligence (HPSCI) im Repräsentantenhaus.
2015 erstritt Judicial Watch die Veröffentlichung eines DIA-Berichtes zum Bürgerkrieg in Syrien.

## Budget der US-Geheimdienste 2013
Nach einem Bericht der Washington Post betrug das Budget aller Nachrichtendienste der USA für das Jahr 2013 zusammengerechnet 52,6 Milliarden US-Dollar. Nachfolgend sind die fünf größten Behörden aufgeführt, deren jeweilige Budgets die Post in die vier Kategorien Unterhalt, Sammeln von Daten, Datenverarbeitung und -verwertung sowie Datenanalyse unterteilt hat.
| Name der Behörde/des Programms | Name der Behörde/des Programms           | Budget Verwaltung und Unterhalt (Management and support) | Budget Datenbeschaffung (Data collection) | Budget Datenverarbeitung und -verwertung (Data processing and exploitation) | Budget Datenanalyse (Data analysis) | Budget Gesamt |
| ------------------------------ | ---------------------------------------- | -------------------------------------------------------- | ----------------------------------------- | --------------------------------------------------------------------------- | ----------------------------------- | ------------- |
|                                | Central Intelligence Agency              | 01,8                                                     | 11,500                                    | 0,387                                                                       | 1,100                               | 14,787        |
|                                | National Security Agency                 | 05,2                                                     | 02,500                                    | 1,600                                                                       | 1,500                               | 10,800        |
|                                | National Reconnaissance Program          | 01,8                                                     | 06,000                                    | 2,500                                                                       | –                                   | 10,300        |
|                                | National Geospatial-Intelligence Program | 02,0                                                     | 00,537                                    | 1,400                                                                       | 0,973                               | 04,910        |
|                                | General Defense Intelligence Program     | 01,7                                                     | 01,300                                    | 0,228                                                                       | 1,200                               | 04,428        |
| Gesamt                         | Gesamt                                   | 12,5                                                     | 21,837                                    | 6,115                                                                       | 4,773                               | 45,225        |

Angaben in Milliarden US-Dollar

## Ehemalige Direktoren
- Vincent R. Stewart, Direktor[7]
- Douglas H. Wise, Stellvetrendere Direktor[7]